# حقوق الأشخاص ذوي الإعاقة والسياسات المتبعة في اليابان
في اليابان، يُعرَّف الشخص ذو الإعاقة بأنه: "الشخص الذي تكون حياته اليومية أو حياته في المجتمع محدودة بدرجة كبيرة وعلى المدى الطويل بسبب إعاقة جسدية أو إعاقة عقلية".  وقد صادقت اليابان على اتفاقية الأمم المتحدة لحقوق الأشخاص ذوي الإعاقة في 20 كانون الثاني 2014.
في سنة 1998، قدّرت الحكومة عدد الأشخاص ذوي الإعاقة في اليابان بـ 5,753,000، أي ما يعادل نحو 4.8% من مجموع السكان. وكانت الأعداد ضمن الفئات الثلاث المحددة قانونًا كالتالي: 3,170,000 من ذوي الإعاقات الجسدية؛ 413,000 من ذوي الإعاقات الذهنية؛ و4,170,000 من ذوي الإعاقات النفسية. وكانت فئة الإعاقات الجسدية تضم: 1,657,000 (56.5%) من ذوي الإعاقات الحركية؛ 305,000 (10.4%) من ذوي الإعاقات البصرية؛ 350,000 (11.9%) من ضعاف السمع أو الصم؛ و621,000 (21.2%) من ذوي "الإعاقات الداخلية" مثل أمراض القلب.
شهدت حقوق وسياسات الإعاقة في اليابان إصلاحات جذرية منذ ستينيات القرن العشرين، حين بدأ يُعترف بعدم وجود حقوق كافية للأشخاص ذوي الإعاقة من قبل الحكومة والجمهور العام. وتحمي هذه الحقوق بموجب القانون الدولي والمحلي. وقد صادقت اليابان على اتفاقية حقوق الأشخاص ذوي الإعاقة في كانون الثاني 2014 بعد إدخال عدة تعديلات على قوانينها المحلية لمعالجة المخاوف التي أثارتها الاتفاقية.
وبحسب المادة 1 من قانون المبادئ الأساسية للأشخاص ذوي الإعاقة لعام 1993، فإن اليابان تُعرّف الفرد ذو الإعاقة بأنه "الشخص الذي تكون حياته اليومية أو حياته في المجتمع محدودة بدرجة كبيرة وعلى المدى الطويل بسبب إعاقة جسدية أو تخلف عقلي أو إعاقة نفسية". ومن أجل منع التمييز وتلبية احتياجات من ينطبق عليهم هذا التعريف، أصدرت اليابان تدابير تتعلق بالرفاه الاجتماعي والتوظيف للأشخاص ذوي الإعاقة.
وقّعت اليابان على اتفاقية الأمم المتحدة لحقوق الأشخاص ذوي الإعاقة في أيلول 2007، لكنها لم تصادق عليها حتى كانون الثاني 2014. وقد نتج هذا التأخير الطويل عن ضرورة إجراء تعديلات تشريعية وإصلاحات سياسية قبل التصديق.
استغرق تطور حركة حقوق الإعاقة في اليابان عقودًا. ومن أوائل الخطوات في سن قوانين الرعاية الاجتماعية بعد الحرب العالمية الثانية كان إصدار قانون المساعدة العامة، وقانون رعاية الطفل، وقانون رعاية الأشخاص ذوي الإعاقة الجسدية، والذي كان أول تشريع ياباني يدعم ذوي الإعاقة. ومع ذلك، كان الهدف من هذا القانون دعم قدامى المحاربين المعوقين في إعادة تأهيلهم المهني، أما ذوو الإعاقة غير المحاربين فقد ظلوا يعتمدون على أقاربهم لدعمهم.
في الستينيات، ازداد عدد الأطفال المعوقين الذين فُصلوا عن أسرهم وأُودعوا في مؤسسات إيوائية، العديد منها كانت قد أُنشئت أصلاً للمحاربين القدامى المعوقين. وعند بلوغهم 18 عامًا، كانوا يُنقلون إلى مؤسسات للكبار حيث يمكثون حتى الوفاة. وشهدت هذه المؤسسات انتهاكات عديدة لحقوق الإنسان، منها استخدام الأطفال كمجال لتجارب الأطباء في العمليات الجراحية، ووقوع حوادث تحرش جنسي متكررة بحق المقيمات.
في ذات الوقت، بدأت حركة "آوي شيبا"، التي شكّلها أشخاص مصابون بالشلل الدماغي، في الظهور بقوة. رفضت الحركة الفكرة اليابانية التقليدية بأن على العائلات إخفاء أفرادها ذوي الإعاقة، وطالبت بحقهم في العيش داخل المجتمع.  وواصلت هذه الحركة معارضة طريقة التعامل مع الأشخاص ذوي الإعاقة في اليابان من خلال "اعتصامات ضد الحافلات غير المهيأة، والنضال ضد عزل الأطفال المعوقين في مدارس خاصة، وتنظيم احتجاجات ضد قانون الحماية من تحسين النسل الذي كان يُجيز الإجهاض إذا كان الجنين معوقًا".
زاد الاهتمام بحقوق الأشخاص ذوي الإعاقة خلال سبعينيات القرن العشرين؛ إذ غادر عدد متزايد من ذوي الإعاقة منازل أسرهم والمؤسسات الإيوائية للعيش بشكل مستقل، بمساعدة مرافقين متطوعين. ونتيجة زيادة الطلب، ظهر نقص في عدد المتطوعين، مما دفع إلى المطالبة ببرامج حكومية لدعم ذوي الإعاقة في توظيف مرافقين. ولم يُطلق برنامج المرافقين الشخصيين للأشخاص ذوي الإعاقة الجسدية إلا عام 1986 في مدينة أوساكا، وبحلول عام 1999 كانت المدينة تقدّم 153 ساعة من المساعدة لكل شخص معوق شهريًا.
وبالاستناد إلى تجربة مركز الحياة المستقلة الذي أُنشئ في كاليفورنيا عام 1972 وكان يُدار "بواسطة الأشخاص ذوي الإعاقة ومن أجلهم"، نُقلت الفكرة إلى اليابان. تدرب عدد من المواطنين اليابانيين ذوي الإعاقة على إدارة هذه المراكز في الولايات المتحدة قبل أن يعودوا ليفتتحوا مركزًا في طوكيو عام 1986. وفي عام 1991، تأسس مجلس مراكز الحياة المستقلة في اليابان، وبحلول عام 2006، كان هناك أكثر من 130 مركزًا في أنحاء اليابان تابعًا للمجلس. 
قدّمت هذه المراكز برامج حياة مستقلة تهدف إلى تطوير المهارات الاجتماعية والثقة بالنفس والمواقف الإيجابية لدى المشاركين، وهو ما لم تكن توفره المدارس المنعزلة.
في انتخابات مجلس المستشارين الياباني عام 2019، فاز مرشحان معوقان من حزب "رييوا شينسينغومي". فقد فاز "ياسوهِيكو فُوناگو"، البالغ من العمر 61 عامًا والمصاب بمرض التصلب الجانبي الضموري، و"إيكو كيمورا"، البالغة من العمر 54 عامًا والمصابة بالشلل الدماغي، بمقعدين في البرلمان عن طريق قائمة التمثيل النسبي. يُعتبر فُوناگو أول شخص مصاب بمرض التصلب الجانبي الضموري يُنتخب للبرلمان، بينما كيمورا ناشطة تنادي بدمج ذوي الإعاقة في المجتمع. ويُنظر إلى فوزهما كخطوة كبيرة نحو تمثيل الأشخاص ذوي الإعاقة وزيادة وضوحهم في المجتمع الياباني.

## التشريعات الدولية

### الإعلان العالمي لحقوق الإنسان
تنص المادة 25(1) من الإعلان العالمي لحقوق الإنسان على أن "لكل شخص الحق في مستوى معيشي ملائم لصحته ورفاهيته ورفاهية أسرته، ويشمل ذلك الغذاء والملبس والمسكن والرعاية الطبية والخدمات الاجتماعية الضرورية، وله الحق في التأمين عند البطالة أو المرض أو العجز أو الترمل أو الشيخوخة أو غيرها من أسباب فقدان سبل العيش خارجة عن إرادته".[1]

### اتفاقية حقوق الأشخاص ذوي الإعاقة
تتضمن اتفاقية حقوق الأشخاص ذوي الإعاقة ثمانية مبادئ توجيهية:
- احترام الكرامة المتأصلة، والاستقلال الفردي بما في ذلك حرية اتخاذ القرارات، واستقلالية الأشخاص
- عدم التمييز
- المشاركة الكاملة والفعالة والإدماج في المجتمع
- احترام الاختلاف وقبول الأشخاص ذوي الإعاقة كجزء من التنوع البشري
- تكافؤ الفرص
- سهولة الوصول
- المساواة بين الرجال والنساء
- احترام القدرات المتطورة للأطفال ذوي الإعاقة واحترام حقهم في الحفاظ على هويتهم

وقّعت اليابان على الاتفاقية في أيلول 2007 لكنها لم تُصادق عليها حتى 20 كانون الثاني 2014، وكانت الدولة رقم 140 التي تصادق عليها.
وخلال الفترة بين التوقيع والتصديق، عدّلت اليابان تشريعاتها المحلية لتتماشى مع الاتفاقية. وقد كان من المقرر التصديق عليها في آذار 2009، لكن التعديلات المقترحة اعتُبرت غير كافية، مما دفع "منتدى الإعاقة الياباني"، وهو مجموعة مكونة من 13 منظمة معنية بحقوق ذوي الإعاقة، إلى منع التصديق.
وفي أيلول 2009، تغيّرت الحكومة، وجاء "الحزب الديمقراطي الياباني" إلى السلطة. وفي عام 2010، أنشأت الحكومة الجديدة لجنة إصلاح سياسة الإعاقة، والتي كان معظم أعضائها من ممثلي منظمات الأشخاص ذوي الإعاقة أو أسرهم، وكان نحو نصف الأعضاء البالغ عددهم 24 شخصًا من ذوي الإعاقة أنفسهم.
وقد قدمت اللجنة توصيات متعددة للحكومة صيغت منها خطة لتحقيق التوافق المطلوب للتصديق على الاتفاقية. تضمنت الاستراتيجية ثلاث مراحل: تعديل القانون الأساسي للأشخاص ذوي الإعاقة؛ تجديد تشريعات خدمات الإعاقة؛ وسن قانون مستقل يمنع التمييز القائم على الإعاقة.
قدّمت اليابان تقريرًا للجنة حقوق الأشخاص ذوي الإعاقة في حزيران 2016. احتوى التقرير على تعليقات لجنة السياسات الخاصة بالأشخاص ذوي الإعاقة، إضافة إلى توثيق التقدم في تنفيذ البرنامج الأساسي للأشخاص ذوي الإعاقة.
يهدف "القانون الأساسي للأشخاص ذوي الإعاقة" (1970) إلى "تعزيز رفاهية الأشخاص ذوي الإعاقة". وقبل المصادقة على الاتفاقية، قرر مجلس الوزراء في حزيران 2010 تعديل هذا القانون. وشملت التعديلات الكبرى: الاعتراف بلغة الإشارة كلغة رسمية، وإنشاء إطار جديد لحماية المستهلك المعاق، وتحسين التسهيلات المتعلقة بالتصويت، واتخاذ تدابير للحد من الجرائم ضد ذوي الإعاقة. كما أُنشئت "لجنة سياسة الإعاقة" لضمان مناقشة القضايا المرتبطة بالإعاقة قبل إجراء أي تغييرات.
ومن المبادئ الأساسية لهذا القانون:
- لكل شخص ذو إعاقة الحق في احترام كرامته الفردية والعيش الكريم.
- لكل شخص ذو إعاقة، باعتباره عضوًا في المجتمع، الحق في المشاركة في الأنشطة الاجتماعية والاقتصادية والثقافية وسواها.
- لا يجوز لأي شخص أن يُميز ضد ذوي الإعاقة أو ينتهك حقوقهم ومصالحهم بسبب إعاقتهم.

صدر "قانون القضاء على التمييز ضد الأشخاص ذوي الإعاقة" قبل التصديق على الاتفاقية في حزيران 2013 ودخل حيّز التنفيذ في نيسان 2016. يحظر القانون التمييز القائم على الإعاقة من قبل الشركات الخاصة والحكومة، ويُلزم الجهات العامة بتكييف أوضاعها لضمان إزالة الحواجز الاجتماعية أمام ذوي الإعاقة، ما لم تكن التكاليف غير متناسبة.

### التوظيف
في عام 2008، تم تعديل "قانون تعزيز توظيف الأشخاص ذوي الإعاقة" (1960) لضمان توفير فرص متساوية للأشخاص ذوي الإعاقة في التوظيف، بما يشمل التوظيف، والأجور، والتدريب، والرعاية الاجتماعية (المواد 34 و35). كما أوجب القانون توفير التسهيلات المناسبة وضرورة توظيف مساعدين إذا لزم الأمر (المواد 36-2 و36–3).
يشمل هذا القانون نظام الحصص الذي أصبح إلزاميًا عام 1976، ويُطلب من أرباب العمل توظيف نسبة معينة من العاملين ذوي الإعاقة، وتُراجع هذه النسبة كل خمس سنوات حسب معدل التوظيف. النسبة القانونية حاليًا هي 1.8% للشركات التي تضم 56 موظفًا فأكثر؛ و2% للجان التعليمية المحلية التي تضم 50 موظفًا فأكثر؛ و2.1% للجهات الحكومية الأخرى والهيئات الإدارية المستقلة. ويُحسب العاملون بدوام جزئي من 20 إلى 30 ساعة أسبوعيًا كـ "نصف موظف".
اعتبارًا من تموز 2015، يُطلب من الشركات التي تضم 101 موظفًا فأكثر دفع غرامات إذا لم تحقق النسبة القانونية. فإذا فشلت جهة تضم 301 موظف فأكثر في تحقيق الحصة، فإنها تدفع غرامة قدرها 50,000 ين ياباني شهريًا عن كل شخص أقل من الحد المطلوب. أما الجهات التي لديها 300 موظف أو أقل، فتدفع 40,000 ين شهريًا عن كل شخص خلال السنوات الخمس الأولى. وإذا تجاوزت جهة ما الحصة المطلوبة، يمكنها طلب "مخصص تعديل" قدره 27,000 ين شهريًا عن كل شخص إضافي.
هناك أيضًا مبادرات غير تشريعية لتحسين حقوق ذوي الإعاقة. من هذه المبادرات "مكاتب هيلو وورك"، وهي هيئة عامة تساعد الأشخاص ذوي الإعاقة في العثور على وظائف. تجمع هذه المكاتب معلومات عن العاطلين من ذوي الإعاقة وتعرضها على أصحاب العمل للعثور على الأنسب لكل وظيفة، ثم تساعد في إعداد الموظفين لهذا العمل وضمان الانتقال السلس إليه.
أما أرباب العمل الذين لا يحققون الحد الأدنى من توظيف ذوي الإعاقة، فيخضعون لنظام الغرامات الشهرية. وتُستخدم حصيلة هذه الغرامات لدعم الشركات التي تنجح في الحفاظ على الحد الأدنى المطلوب، لمساعدتها في تغطية النفقات المترتبة على توظيف الأفراد ذوي الإعاقة. الغرامة على الشركات التي يقل عدد موظفيها عن 300 هي 40,000 ين عن كل شخص دون النسبة، أما الشركات الأكبر فتدفع 50,000 ين. بينما تتلقى الشركات التي توظف عددًا أكبر من المطلوب 27,000 ين عن كل موظف إضافي.

### الأطفال
يمنح "قانون مخصصات تربية الأطفال ذوي الإعاقة" مبلغًا شهريًا قدره 50,400 ين (وفقًا لمحددات الدخل) للأهل أو الأوصياء الذين يعتنون بطفل دون سن العشرين لديه إعاقة شديدة، و33,570 ين إذا كانت الإعاقة متوسطة. وهناك أيضًا مخصص شهري للرفاه قدره 14,280 ين للأطفال ذوي الإعاقات الشديدة. وبعد بلوغ الشخص المعوق سن العشرين، يمكنه المطالبة بمبلغ 26,230 ين شهريًا (وفقًا لمحددات الدخل) للمساعدة في تغطية نفقات الإعاقة.

### حقوق التصويت
في سنة 2013، حصل الأشخاص الخاضعون للوصاية القانونية (ويُطلق عليهم "البالغون تحت الوصاية"، أوسينِن هيكوكِن نين باليابانية) على حق التصويت "عندما تم شطب 'البند المُعيق' الذي كان يحرمهم من هذا الحق من قانون انتخاب المناصب العامة". كانت الحكومة قد حرمت البالغين تحت الوصاية من حق التصويت على أساس أنهم "يفتقرون إلى 'القدرة الذهنية على فهم الوضع بشكل كافٍ'"، مما يجعل من "الصعب عليهم ممارسة الحكم الفردي في صندوق الاقتراع". وفي سنة 2013، وتحت ضغط من مجموعات داخلية، ومن أجل التصديق على اتفاقية حقوق الأشخاص ذوي الإعاقة، التي كانت اليابان قد وقّعتها في سنة 2007، تم اعتبار البند المُعيق غير دستوري، وتم تعديل قانون انتخاب المناصب العامة لإزالة القيود المفروضة على تصويت البالغين تحت الوصاية، مما جعل اليابان واحدة من إحدى عشرة دولة فقط (إيرلندا، إيطاليا، المملكة المتحدة، النمسا، هولندا، كندا، السويد، النرويج، فنلندا، الإكوادور، واليابان) قامت بإزالة جميع القيود على حق التصويت للأشخاص الذين يعانون من مشاكل نفسية و/أو إعاقات ذهنية.

## برامج التأمين الاجتماعي للعجز الدائم
تشمل برامج التأمين الاجتماعي للعجز الدائم في اليابان أكثر من 70 مليون موظف وأسرهم في حال وقوع حادث أو مرض غير متوقع، كما تنطبق أيضًا على الأشخاص من ذوي الإعاقات الدائمة ضمن السكان. ومن أجل أن يكون الفرد مؤهلاً للحصول على هذه المعاشات، يجب اجتياز مجموعة من المعايير الصارمة التي تثبت ما إذا كان الشخص يعاني من عجز طويل الأمد يحد من قدراته اليومية نتيجة إعاقته. وهناك برنامجان للتأمين الاجتماعي متاحان في اليابان لأولئك الذين يحتاجون إلى إعانات طويلة الأجل بسبب الإعاقة. الأشخاص العاملون لحسابهم الخاص أو العاطلون عن العمل يندرجون ضمن برنامج "المعاش الوطني"، أما الذين يعملون بدوام كامل فيخضعون لبرنامج "تأمين معاشات الموظفين".ويتكون هذا الإطار الثنائي من برنامج NP الذي يستخدم نظام سعر ثابت، على عكس برنامج تأمين معاشات الموظفين الذي يعتمد على مقدار دخل الفرد.

## الألعاب البارالمبية

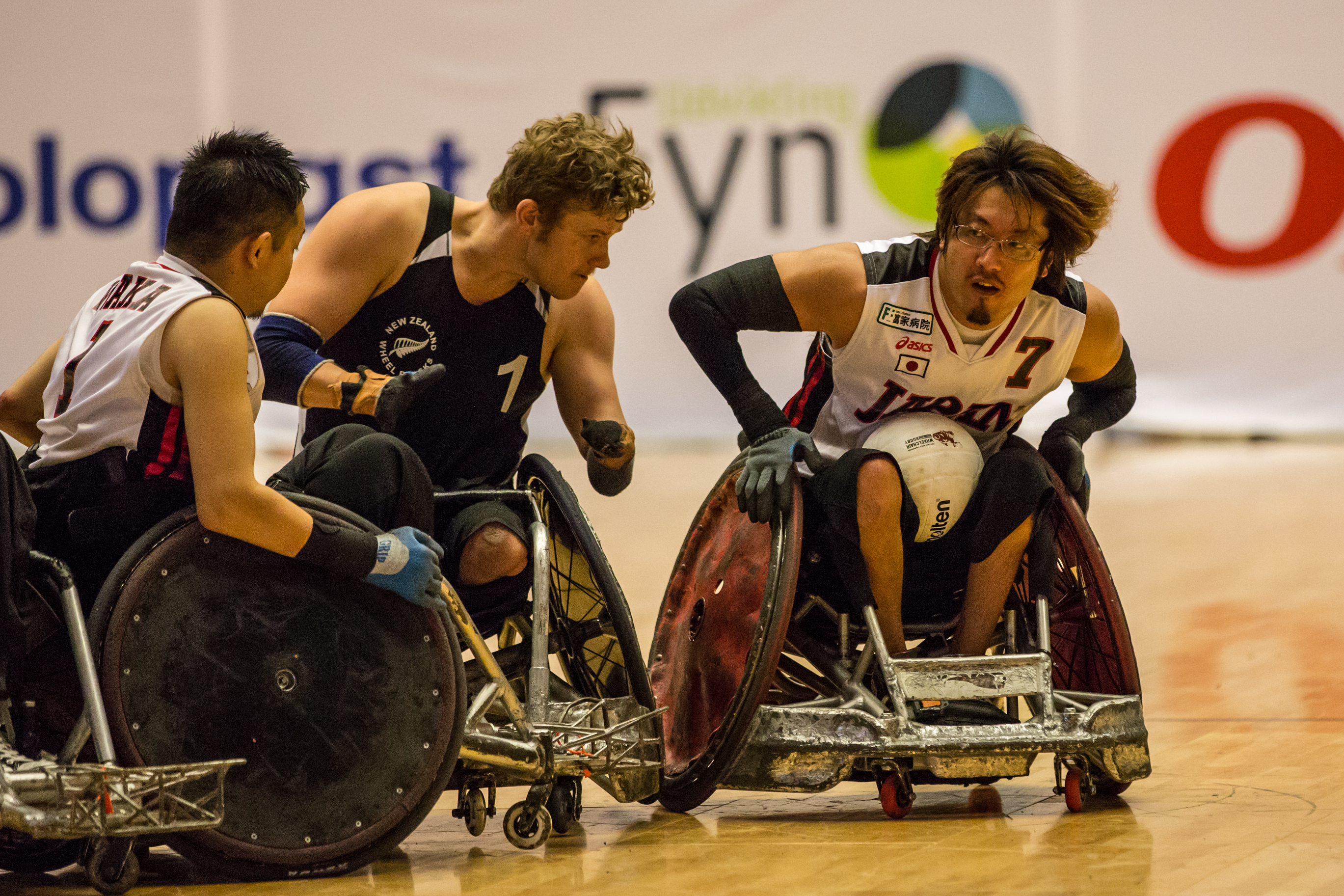
بطولة العالم IWRF 2014

شاركت اليابان لأول مرة في الألعاب البارالمبية من خلال استضافتها لدورة سنة 1964 في طوكيو. وقد شاركت البلاد في كل دورة لاحقة من دورات الألعاب البارالمبية الصيفية، وفي كل دورة من دورات الألعاب البارالمبية الشتوية منذ أول دورة في سنة 1976. واستضافت اليابان الألعاب البارالمبية مرتين، حيث استضافت طوكيو ألعاب صيف سنة 1964، وناگانو ألعاب شتاء سنة 1998. وكان من المقرر أن تستضيف طوكيو الألعاب الصيفية مرة أخرى في سنة 2020، لكنها أُجّلت إلى سنة 2021 بسبب جائحة كوفيد-19.